# Elizabeth Herbert, Marchioness of Powis
Elizabeth Herbert, Marchioness of Powis, född 1634, död 1691, var en engelsk hovfunktionär. 
Hon var Lady of the Bedchamber till Englands drottning Katarina av Bragança och sedan första hovdam eller First Lady of the Bedchamber till Englands drottning Maria av Modena mellan 1688 och 1691. 
Hennes make arresterades i samband med Popish Plot 1678 och hon försökte sedan få honom frigiven. 
Hon följde tillsammans med sin make Jakob II och Maria av Modena i deras exil till Frankrike efter den ärorika revolutionen 1688. Hon var sedan Marias första hovdam och guvernant åt den jakobitiska tronföljaren Jakob Edvard Stuart.